# Knock oder Der Triumph der Medizin
Knock oder Der Triumph der Medizin ist eine surreale Komödie in drei Akten des französischen Schriftstellers Jules Romains und eines seiner bekanntesten Werke. Sie wurde am 15. Dezember 1923 im Théâtre des Champs-Élysées unter der Leitung von Louis Jouvet erstmals aufgeführt. Das Stück steht in einer u. a. von Molière geprägten französischen Tradition der Arztsatire und handelt von dem ehrgeizigen Dr. Knock, der eine Praxis auf dem Land übernimmt und dem es in kurzer Zeit gelingt, alle Bewohner einer eigentlich kerngesunden Dorfgemeinschaft in seine Dauerpatienten zu verwandeln.
Knock weckt und fördert mithilfe zweifelhafter gesundheitlicher „Aufklärung“ Gesundheitsängste und nutzt sie aus. Gesundheit wird abgeschafft, Medizin wird zu einer ritualisierten, quasi-religiösen und totalitären Macht. Knock analysiert die Einkommensverhältnisse der Bevölkerung, um die zumutbaren Honorare entsprechend anzupassen. Auf einer Landkarte markiert er die Häuser seiner Patienten, um die Ausbreitung der medizinischen Durchdringung zu dokumentieren, bis alle Menschen in der Region entweder seine Patienten sind, oder für ihn tätig werden, wie der Apotheker, der Lehrer oder das in ein Krankenhaus umgewandelte Hotel. Die medizinische Durchdringung ist gelungen.

Knock ou le triomphe de la médicine, Theaterstück von Jules Romains, Plakat der Uraufführung

## Handlung

### Akt I
Im ersten Akt, der als klassische Exposition dient und aus einer einzigen längeren Szene besteht, führen Dr. Knock, sein Arztkollege, der ältere Dr. Parpalaid und dessen Ehefrau auf einer Autofahrt nach St. Maurice ein angeregtes Gespräch. Knock hatte die Praxis Parpalaids unbesehen gekauft, während dieser auf seine alten Tage die kleine Gemeinde St. Maurice verlassen und eine Praxis in Lyon übernehmen wollte. Knock stellt im Laufe des Gesprächs fest, dass die von ihm gekaufte und noch nicht bezahlte Praxis, so wie sie bis jetzt geführt wurde, wertlos ist. Zwar fühlt er sich hereingelegt, will aber das beste daraus machen. Er schildert zunächst seinen ominösen Werdegang als Mediziner und stellt dann Dr. Parpalaid ungewöhnliche Fragen zur Demographie seiner zukünftigen Patienten. Knock interessiert sich besonders für die privaten Lebensumstände und die Vermögensverhältnisse der Bewohner, fragt nach ihrer Religiosität, Arbeitsmoral und ihrer Laster, etwa Aberglauben, Ehebruch, Drogenkonsum. Erfreut über Parpalaids Antworten lässt Dr. Knock seine wahren Ambitionen anklingen, als er verkündet „so kann das Zeitalter der Medizin anbrechen“.

### Akt II
Ganz nach seiner Maxime „Ein gesunder Mensch ist ein Kranker, der sich dessen noch nicht bewußt ist“ beginnt Dr. Knock damit, seinen im Gespräch mit Parpalaid angedeuteten Plan in die Tat umzusetzen. Um sich bei den Dorfbewohnern bekannt zu machen, bittet er den Gemeindeausrufer zu sich und lässt ihn öffentlich verkünden, dass er, Dr. Knock der Nachfolger von Dr. Parpalaid sei und aus Menschenfreundlichkeit und aus Sorge vor dem Vormarsch beängstigender Krankheiten jeden Montagmorgen eine kostenlose Sprechstunde anbiete. Der Ausrufer nutzt die Gelegenheit gleich, seine kostenlose Beratung einzuholen und wird als Erster für schwer krank erklärt. Nachdem Knock sich beim Lehrer Bernhard und dem Apotheker Mousquet als wichtige Kooperationspartner seiner Pläne, Gesundheit abzuschaffen, bekannt gemacht hat, empfängt er seine ersten Patienten, zuerst eine reiche geizige Bäuerin, dann eine adlige Dame. Beide Frauen, die durch das Angebot der kostenlosen Sprechstunde gelockt wurden, erfreuen sich eigentlich bester Gesundheit. Indem er ihre Ängste und Unsicherheiten geschickt ausnutzt, gelingt es Knock, den Frauen einzureden, sie seien nicht gesund, sondern in Wahrheit sehr krank und sich ihres eigentlichen Zustandes nicht bewusst. Nur mit einer kostspieligen Behandlungen würde sich ihr Zustand nicht weiter verschlechtern. Im Anschluss drängen sich zwei Dorfburschen in der Absicht, sich über den neuen Dorfarzt lustig zu machen, ins Sprechzimmer. Da Knock ihnen ihren aussichtslosen Gesundheitszustand und die Folgen des Alkoholkonsums ausmalt, verlassen die anfangs noch zu Späßen aufgelegten Dorfburschen kleinlaut und verängstigt die Praxis.

### Akt III
Drei Monate später kehrt Dr. Parpalaid nach St. Maurice zurück, um die quartalsmäßige Kaufpreiszahlung einzufordern. Erstaunt muss er feststellen, wie sich die Gemeinde und seine Einwohner unter dem Einfluss Dr. Knocks verändert haben. Das Hotel, in dem er ein Zimmer nehmen will, hat Dr. Knock in ein provisorisches, voll belegtes Krankenhaus konvertiert. Im Gespräch mit Knock erfährt Parpalaid, wie sein Nachfolger die Gemeinde mit seinen Methoden fest im Griff hält. Als Parpalaid Dr. Knock fragt, ob er denn keine Skrupel habe, antwortet dieser, er tue es nicht aus Eigennutz, sondern ordne alles einem höheren Interesse, dem der Medizin unter. An dieser Stelle ändert sich die Bühnenbeleuchtung, die die Szene in ein grün-violettes medizinisches Licht taucht. Knock offenbart Parpalaid seine Theorie: Erst eine Diagnose gibt dem Leben unbestimmter Individuen („nicht Fisch nicht Fleisch“) einen medizinischen Sinn, eine Bestimmung, und wenn man dazu die gesamte Bevölkerung ins Krankenbett legen müsse. Von dieser Beschreibung ergriffen, bietet Parpalaid Dr. Knock seinen Arztsitz in der Stadt Lyon an, da er ihn für Größeres als eine Kleinstadt bestimmt sieht. Natürlich lehnt Knock das Angebot ab, auch Apotheker und die Wirtin des in ein Krankenhaus konvertierten Hotels protestieren ob dieses Ansinnens. Parpalaid, zuerst erbost über die Undankbarkeit der einst von ihm betreuten Gemeinde, lässt sich schließlich selbst als Patient ins Bett legen. Das Theaterstück endet mit der in fahles Krankenhauslicht getauchten Bühne, über die das medizinische Hilfspersonal hinweghuscht.

## Adaptionen

### Theateradaptionen
Am Wiener Volkstheater wurde „Knock“ von dem Dramaturgen Friedrich Rosenthal (Jaques Rosenthal (1885–1942, Auschwitz)) schon zwei Monate nach der Pariser Erstaufführung am 29. Februar 1924 uraufgeführt. Karl Forest (1874–1944) übernahm die Rolle Knocks, Carl Goetz (eigentlich Karl Perl, 1862–1932) stellte seinen Gegenspieler, Parpalaid, dar, der hier wie in anderen deutschsprachigen Aufführungen Dr. Caramelle genannt wurde. Das Stück wurde gemischt aufgenommen, die Wirkung, die es in Paris gezeigt hatte, verfehlte es. „In den Beifall mischte sich der zischende Widerspruch einer vermutlich den Ärztekreisen angehörenden Minorität“. Das Theater- und Kulturmagazin Die Bühne berichtete: „Erinnert man sich noch des Durchfalles, den das Schauspiel „Doktor Knock oder der Triumph der Medizin“ von Jules Romains am Deutschen Volkstheater erlitten hat? Was schlechte Regie und Einstudierung – der Hauptdarsteller ist bei der Wiener Premiere „geschwommen“ – an einem guten Stück verschulden, zeigt sich in diesem Fall wieder. „Doktor Knock“ ist nämlich unlängst in Berlin mit Eugen Klöpfer in der Titelrolle unter der Regie Erich Engels zum ersten Mal aufgeführt worden und hat einen so durchschlagenden Erfolg, dass sofort alle großen deutschen Bühnen das Stück erwarben.“ Erich Engel hatte mit Helene Weigel das Stück am Deutschen Theater mit Eugen Klöpfer als „Knock“ inszeniert.
Unter dem Titel „Dr. Knock“ wurde das Theaterstück 1932 unter Mitwirken des 16-jährigen Orson Welles in Dublin aufgeführt.

### Filmadaptionen
Die erste Verfilmung erschien schon 1925 unter der Regie von René Hervil, mit Fernand Fabre als Knock.
Knock ou le triomphe de la médecine (1933), Regie: Roger Goupillières und Louis Jouvet mit Louis Jouvet
Dr. Knock lässt bitten (1951), Regie: Guy Lefranc (1951), mit Louis Jouvet
Knock oder der Triumph der Medizin. TV-Adaptation von Walter Henn mit Richard Münch in der Titelrolle sowie Hans Leibelt und Agnes Windeck als Eheleute Parpalaid (auf Deutsch Dr. Caramelle), die am 28. August 1960 von der ARD, in einer Hörspielfassung vom süddeutschen Rundfunk am 9. Juli 1961 ausgestrahlt wurde.
Eine sehr verfremdete Verfilmung „Dr. Knock“ des Bayerischer Rundfunks und von Arte unter der Regie von Dominik Graf erhielt 1998 einen Adolf-Grimme-Preis
Docteur Knock – Ein Arzt mit gewissen Nebenwirkungen (2017), Regie: Lorraine Lévy (2017), mit Omar Sy

## Fortsetzung

### Die Iatrokratie als neue Herrschaftsform
25 Jahre nach der Uraufführung, 1949, nach 1.500 Inszenierungen allein mit Louis Jouvet als Regisseur und Hauptdarsteller schreibt Romains eine Ergänzung, die unter dem Eindruck der totalitären Regime des Nationalsozialismus und des Stalinismus eine neue Herrschaftsform vorschlägt : Die Iatrokratie. Knock hat sein Konzept ausgeweitet, lebt inzwischen in den USA, wo er fünf medizinische Einrichtungen von Weltrang leitet, darunter die medizinische Fakultät White Plains Institute in der Nähe von New York, und er hat einen genialen, einen teuflischen Plan: die ganze Welt der Herrschaft der Medizin, der Iatrokratie zu unterwerfen. Da jeder Mensch sich selbst, seinem Körper, seinen Beschwerden am nächsten ist, und jeder um die Beeinträchtigung seiner Gesundheit und seiner Endlichkeit besorgt ist, ist es ein Leichtes, eine milde und jedem einsichtige Form einer Diktatur durchzusetzen, eben die der Herrschaft der Medizin. Und wie man sie durchsetzt, dafür hat er ebenfalls ein Konzept, um die medizinische Durchdringung der gesamten Bevölkerung zu erreichen: eine Pandemie. Dieser visionäre Text, nur in einer kleinen bibliophilen Ausgabe veröffentlicht, ist bis jetzt unbekannt geblieben und zur derzeitigen globalen Gesundheitspolitik noch nicht in Beziehung gesetzt worden. Es ist gleichsam ein vierter Akt, das update eines visionären Theaterstückes, dessen Uraufführung nunmehr hundert Jahre zurückliegt. Zu diesem Jubiläum wurden Teile der „Fragmente“ in Dialogform am 28. Januar 2024 unter der Regie von Stephan Heinrich Nolte in der Waggonhalle Kulturzentrum Marburg uraufgeführt.